# Carlos Schwabe

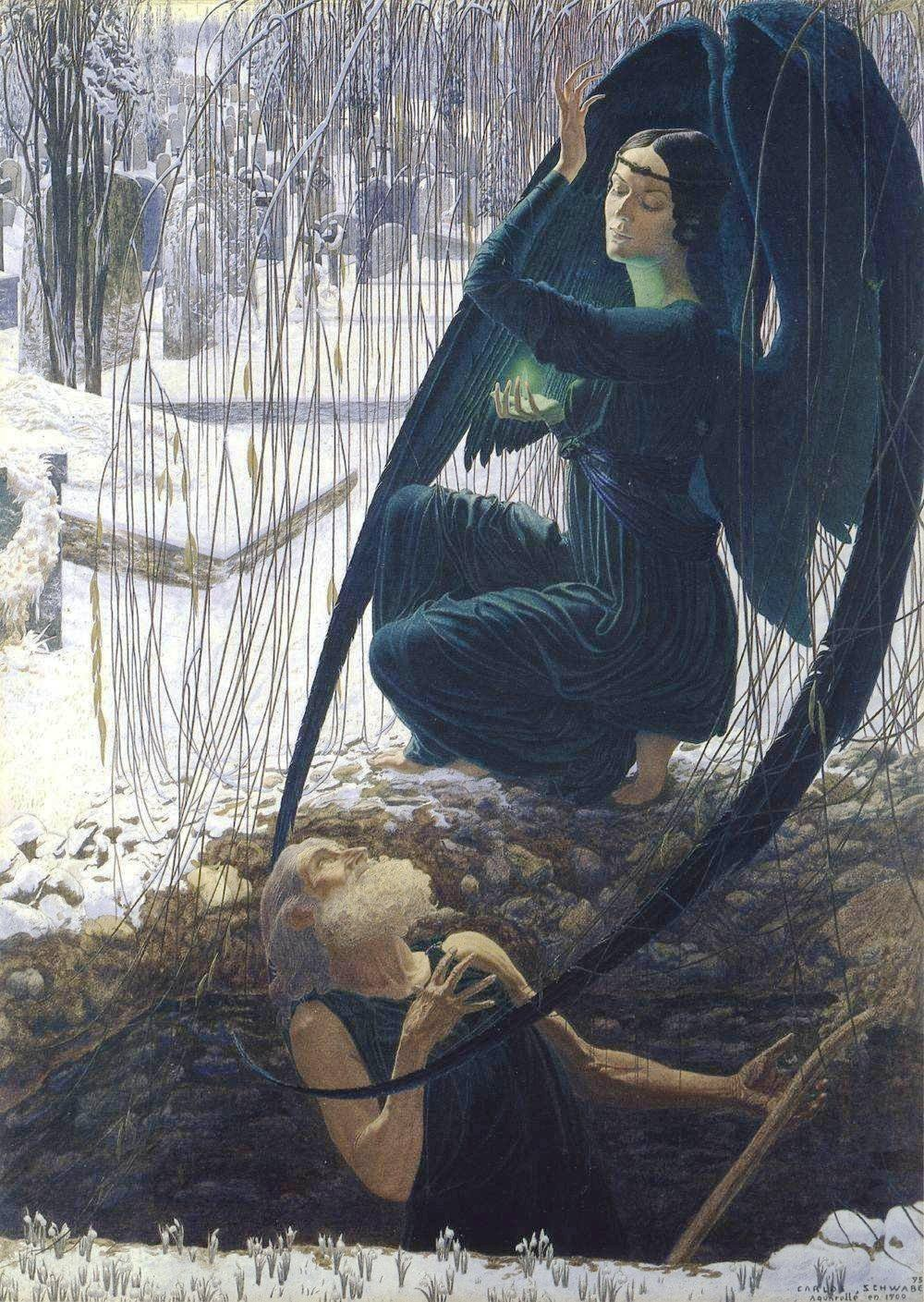
Detal z obrazu Śmierć i grabarz, Carlosa Schwabe, ok. 1890

Carlos Schwabe (ur. 21 lipca 1866 w Altona, zm. 22 stycznia 1926 w Avon) – niemiecko-szwajcarski malarz symbolista.
Urodzony w Niemczech, kształcił się w Genewie, po czym wyjechał do Francji. Obracał się w kręgach symbolistów. Był cenionym ilustratorem książek, pracował m.in. dla Émile’a Zoli, Charles’a Baudelaire’a i Maurice’a Maeterlincka.
Wraz z grupą innych symbolistów, należał do mistycznego zakonu Różokrzyża. Razem wystawiali swoje ezoteryczno-baśniowe obrazy na salonie paryskim, Salon de la Rose-Croix, który działał w latach 1892–1897.